# أحمد فارس البنعلي
أحمد فارس البنعلي (مواليد 27 أغسطس 1975 في الوكرة، قطر) هو لاعب كرة قدم قطري دولي سابق كان يلعب كمدافع. اعتزل اللعب في 12 مايو 2012، بعد الفوز بكأس الأمير 2012 مع الغرافة. لعب خلال مسيرته 276 مباراة سجل خلالها 19 هدفاً.

## مسيرته الكروية
لعب أحمد فارس البنعلي خلال مسيرته الاحترافية مع ناديين في ثمانية عشر موسمًا وسجل خلالها 19 هدفًا ضمن 276 مباراة. حيث فاز في موسمين بالكأس وفي خمسة مواسم بالدوري.
خاض أحمد فارس البنعلي مسيرته مع النادي العربي في موسم 1994–95 ليلعب معه ثلاثة عشر موسمًا، مشاركًا في 200 مباراة سجل خلالها 16 هدفًا. ثم انتقل إلى نادي الغرافة في موسم 2007–08 ليلعب معه خمسة مواسم، حيث شارك في 76 مباراة سجل خلالها 3 أهداف.

## وصلات خارجية
- أحمد فارس البنعلي على موقع الاتحاد الدولي (مؤرشف)  (الإنجليزية)
- أحمد فارس البنعلي على موقع قاعدة بيانات كرة القدم.إي يو (الإنجليزية)
- أحمد فارس البنعلي على موقع ناشيونال فوتبول تيمز (الإنجليزية)